# Калныня, Дзидра Яновна
Дзидра Яновна Калныня (латыш. Dzidra Kalniņa; 5 июня 1924 — 1 февраля 2015) — советский, латвийский врач. Народный врач СССР (1979).

## Биография
Родилась 5 июля 1924 года в Крустпилсской волости (ныне в Крустпилсском крае, Латвия).
В 1944 году окончила Плявинясскую гимназию, в 1950 году — Латвийский государственный университет, медицинский факультет.
С 1950 по 1986 год — заведующая Дзербенской сельской амбулаторией Цесисского района (ныне Цесисского края) Латвии.
Умерла 1 февраля 2015 года. Похоронена в Дзербене.

## Звания и награды
- Заслуженный врач Латвийской ССР (1967)
- Народный врач СССР (1979)
- Орден Ленина (1971)